# Стомлені Сонцем 2: Передстояння
«Стомлені сонцем 2: Передстояння» (рос. «Утомлённые солнцем 2: Предстояние») — російський художній фільм режисера Микити Михалкова. Продовження фільму «Стомлені сонцем». «Стомлені сонцем: Передстояння» та «Стомлені сонцем: Цитадель» складають кінодилогію. Прем'єра була приурочена Дня Перемоги в Росії та відбулася 22 квітня 2010 року.
«Стомлені сонцем 2» був найдорожчим російським кінофільмом свого часу, але провалився в прокаті та був широко розкритикований за відсутність цілісності оповіді та псевдоісторичний гротеск.

## Сюжет
Комдив Котов, кинутий до радянських таборів за контрреволюційну діяльність, потрапляє під кримінальну статтю, тому уникає розстрілу. Він опиняється серед «у́рок» — злодіїв та убивць. До табору доходять новини про початок німецько-радянської війни. Засуджені радіють цьому, сподіваючись на скоре повалення Радянського союзу. Німецькі літаки бомбардують табір, завдяки чому Котову зі співкамерником Іваном вдається втекти.
В 1943 Йосип Сталін дізнається, що Котов живий та наказує Миті Арсентьєву, котрий керував арештом Котова, відшукати його. Сам Арсентьєв є названим батьком доньки Котова Наді, котру в 1941 врятував від покарання за доносом, і одружився з Марусею, дружиною комдива, переконавши її, що того розстріляно.
Котов з Іваном рятуються від німецьких танків і стають свідками того як радянські солдати підривають міст, коли по ньому переправлялися дезертири. Під час нальоту німецьких літаків на баржі, якими евакуюються біженці, Надя виживає, схопившись за водну міну. Вцілілий священик охрещує її та тоне. Діставшись до берега, Надя відпускає міну в плавання і та підриває корабель, на якому партробітники вивозили майно.
Котова схоплюють і відправляють у штрафбат без зброї та з обмаллю провіанту. Під час хуртовини німецькі танки заходять з тилу, розбиваючи сили штрафників і відправлених на фронт курсантів. Німці, глузуючи, скидають на побоїще ложки з написами «учбові». Котов, утім, виживає і слухає роздуми вцілілих бійців про бездарність радянського командування.
Надя шукає притулку в селі, куди саме приходять нацисти і спалюють його за вбивство кількох німців місцевими жителями. Арсентьєв же продовжує його пошуки і довідується, що Котову неодноразово пропонувалося підвищення, але той відмовлявся, оскільки вважав, що його дружина і донька загинули. Котов переслідує німця та опиняється в церкві, де знаходить речі доньки. На церкву падає бомба, але застрягає, тож Котов встигає вибігти.
Взимку Надя знаходить підбитий танк і обгорілого танкіста. Той перед смертю просить показати йому оголені груди і обоє лишаються під снігопадом.

## У ролях
- Микита Михалков — Котов
- Надія Міхалкова — Надя Котова
- Олег Меншиков — Митя
- В'ячеслав Тихонов — Всеволод Костянтинович
- Вікторія Толстоганова — Маруся, дружина Котова
- Ніна Архипова — Віра, дружина солдата
- Сергій Бачурскій — Рябов
- Олена Глазкова
- Юрій Голубцов
- Владлен Давидов — Всеволод Костянтинович
- Іван Добронравов
- Сахат Дурсунов
- Дмитро Дюжев — Іван, білорус, співкамерник Котова
- Алла Казанська — Лідія Степанівна
- Яніна Калганова — медсестра
- Роман Коваль — поранений боєць
- Артем Хрещеників — конвоїр
- Сергій Ларін — Курсант Кудря
- Роман Мадянов — генерал Юлій Мелешко
- Сергій Маковецький — Майор СМЕРШу
- Андрій Мерзлікін — Микола, танкіст
- Ангеліна Мірімська — піонерка
- Анна Михалкова
- Ігор Мулєв — Фельдфебель Юрген
- Андрій Панін — піонервожатий
- Олексій Петренко — бухгалтер
- Сергій Плотніков
- Тагір Рахімов
- Евеліна Сакуро
- Євген Сахаров — Сахаров
- Артур Смольянинов — Юрок
- Євген Стичкін
- Наталія Суркова — сільська дівчина
- Максим Суханов — Сталін
- Адам Булгучев — Берія
- Олексій Булдаков — Семен Будьонний
- Олександр Мохов — Климент Ворошилов
- Сослан Фідаров — Алан
- Микола Козак
- Андрій Алексєєв
- Олександр Ареф'єв — санітар військового шпиталю
- Дмитро Ароса — курсант Центнер
- Ігор Афанасьєв  — Зек
- Сергій Бурунов — Ув'язнений
- Костянтин Биков — Загородзагонівець
- В'ячеслав Ганенко — солдат зі штрафбату
- Валентин Гафт
- Артем Григор'єв — кухар
- Павло Дерев'янко — безногий солдат в чайній
- Євген Єрмаков — майор Болотов
- Володимир Ільїн — Кирило
- Ірина Калініна — піонервожата
- Максим Клянов — гауптштурмфюрер СС (також дублер Дмитра Дюжева)
- Дмитро Мазуров — солдат із НКВД
- Римма Маркова — санітарка
- Євген Смирнов — сержант НКВД
- Федір Смирнов
- Євгенія Файкова — санітарка
- Олексій Шемес — Офіцер-штрафник
- Андрій Шібаршін
- Сергій Анісіфоров
- Олександр Анопріков — «Кріт»
- Андрій Васильєв — дублер Німця
- Олексій Вертков
- Олександр Голубєв — командир Кремлівських курсантів
- Максим Виноградів — курсант Кремлівського полку
- Родіон Галюченко — курсант кремлівського полку
- Кирило Дарін
- Вадим Єрмілов
- Олексій Костер
- Маргарита Макарова
- Євген Миронов
- Олексій Потапкін
- Катерина Радченко — медсестра
- Наталія Сільвановська
- Олександр Стьопін — друг нареченого на весіллі
- Віктор Супрун
- Ернест Тімерханов
- Всеволод Хованський-Померанцев
- Володимир Шохін
- Данило Співаковський — офіцер на переправі
- Олексій Ошурков — солдат на переправі
- Сергій Легостаєв — кримінальний елемент (епізодична роль)

## Нагороди
| Рік  | Нагорода                                                            | Результат |
| ---- | ------------------------------------------------------------------- | --------- |
| 2010 | Приз «За духовність в культурі» кінофестивалю «Віват, кіно Росії!»  | Перемога  |
| 2010 | Приз глядацьких симпатій кінофестивалю «Балтійські дебюти»          | Перемога  |
| 2011 | Премія Ніка за найкращу чоловічу роль другого плану (Євген Миронов) | Перемога  |

Також фільм брав участь у основній конкурсній програмі 63-го Каннського кінофестивалю.

## Критика
Фільм отримав переважно негативні відгуки критиків. На сайті IMDb середня оцінка «Стомлених сонцем 2» склала 4,1 бала з 10. На російському сайті Кинопоиск фільм зібрав 3,7 бала з 10. За результатами сайту Критиканство оцінка складає 46 балів зі 100.
В рецензії «Еха Москви» говорилося: «У фільмі багато театру, в найгіршому сенсі цього слова. Це виражається в засиллі примітивних пропагандистських прийомів, які агітують то за батьківщину, то за православ'я, в навмисних агресивних викривлення історичної правди, в позбавлених будь-якої логіки вимучених сюжетних ходах, в приблизності відносин і характерів. Все це спричинило лобову і грубу манеру акторської гри. Відсутність чіткої сюжетної лінії компенсується яскравими спецефектами, нестерпним натуралізмом, що межують зі смакуванням і загальною емоційною істеричністю».
Значну увагу громадськості привернула рецензія інтернет-газети «Фонтанка.ру», в якій фільм порівнювався з низькопробним коміксом. «У якийсь момент сценарій, точніше кажучи, беззв'язний набір епізодів, суть яких в тому, що що-небудь більш-менш ефектно вибухає, горить або тоне (в коміксі так належить), іде в рознос. Режисера тягне інше — те, заради чого він і зняв фільм. Це інше — людське м'ясо: рване, розчавлене, печене…Немає образів — тільки фізіологія. Немає жаху — тільки огида». Також зауважувалися грубі невідповідності історії, такі як існування штрафбатів у 1941.
Відеоблогер BadComedian (Євген Баженов) різко розкритикував «Стомлених сонцем 2», акцентуючи увагу на спотворенні історичних фактів і зображенні нацистів доброчесними персонажами, котрі воюють «за правилами».